# Pilosocereus pachycladus
A Pilosocereus pachycladus a szegfűvirágúak (Caryophyllales) rendjébe, ezen belül a kaktuszfélék (Cactaceae) családjába tartozó faj.

## Képek

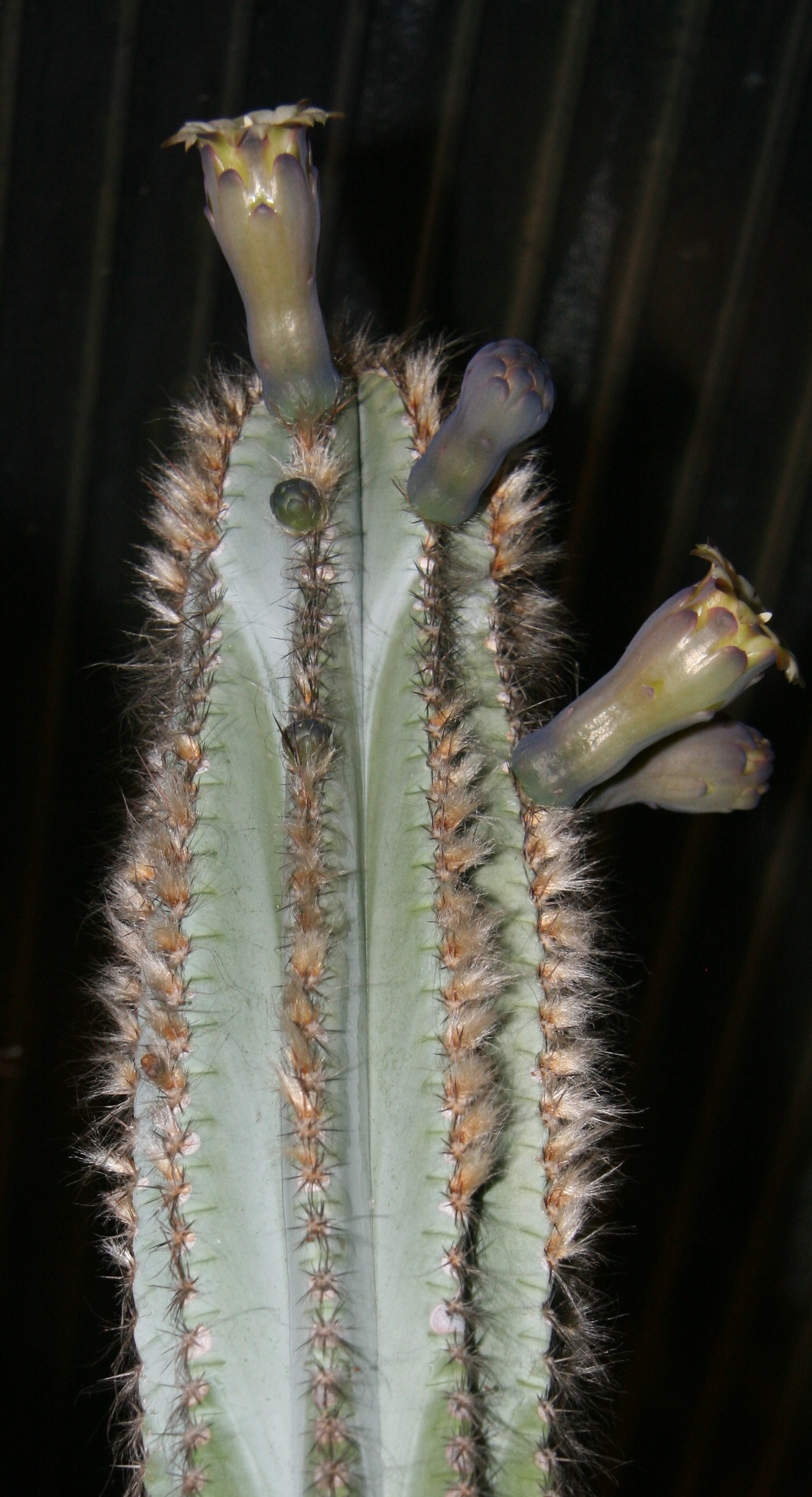
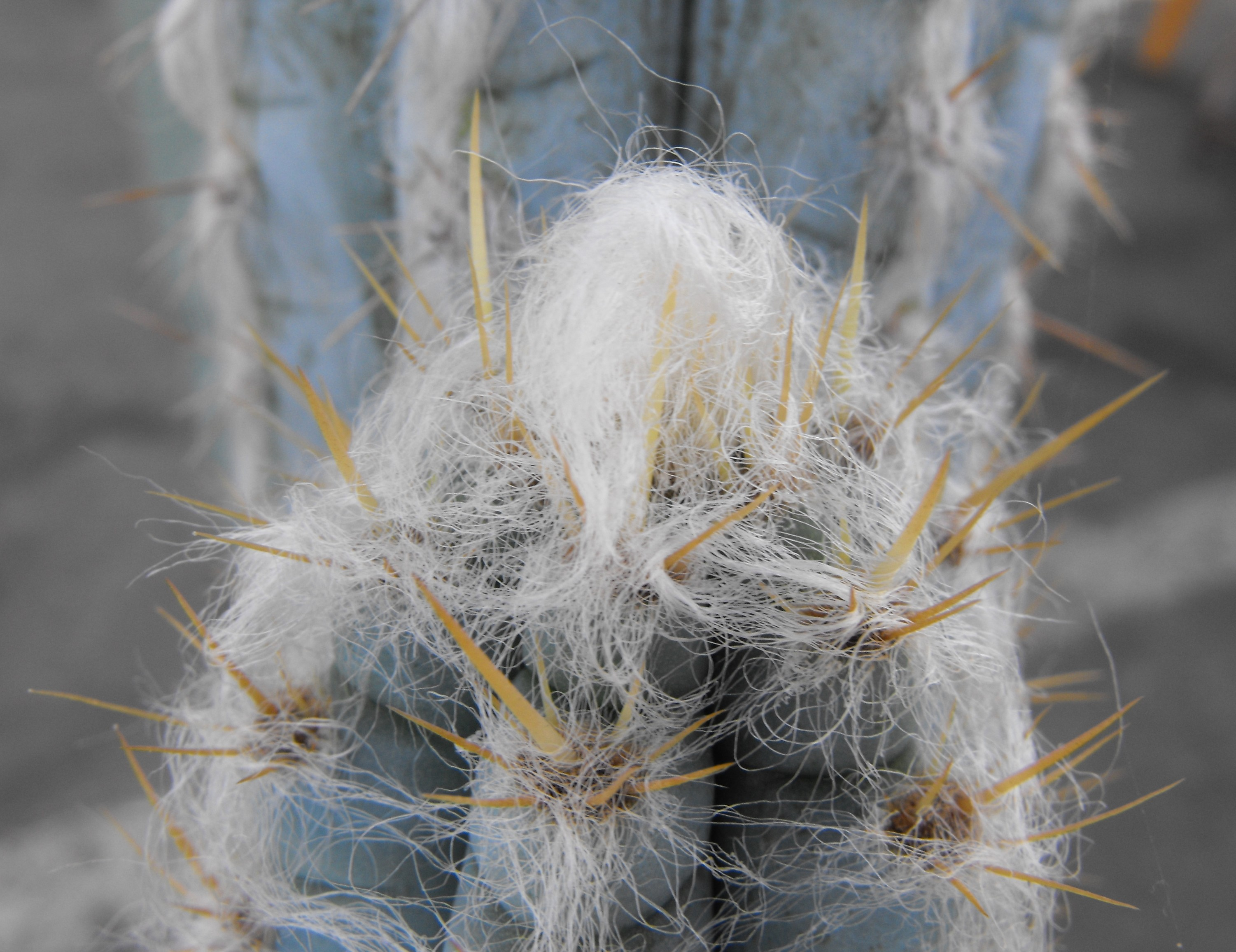
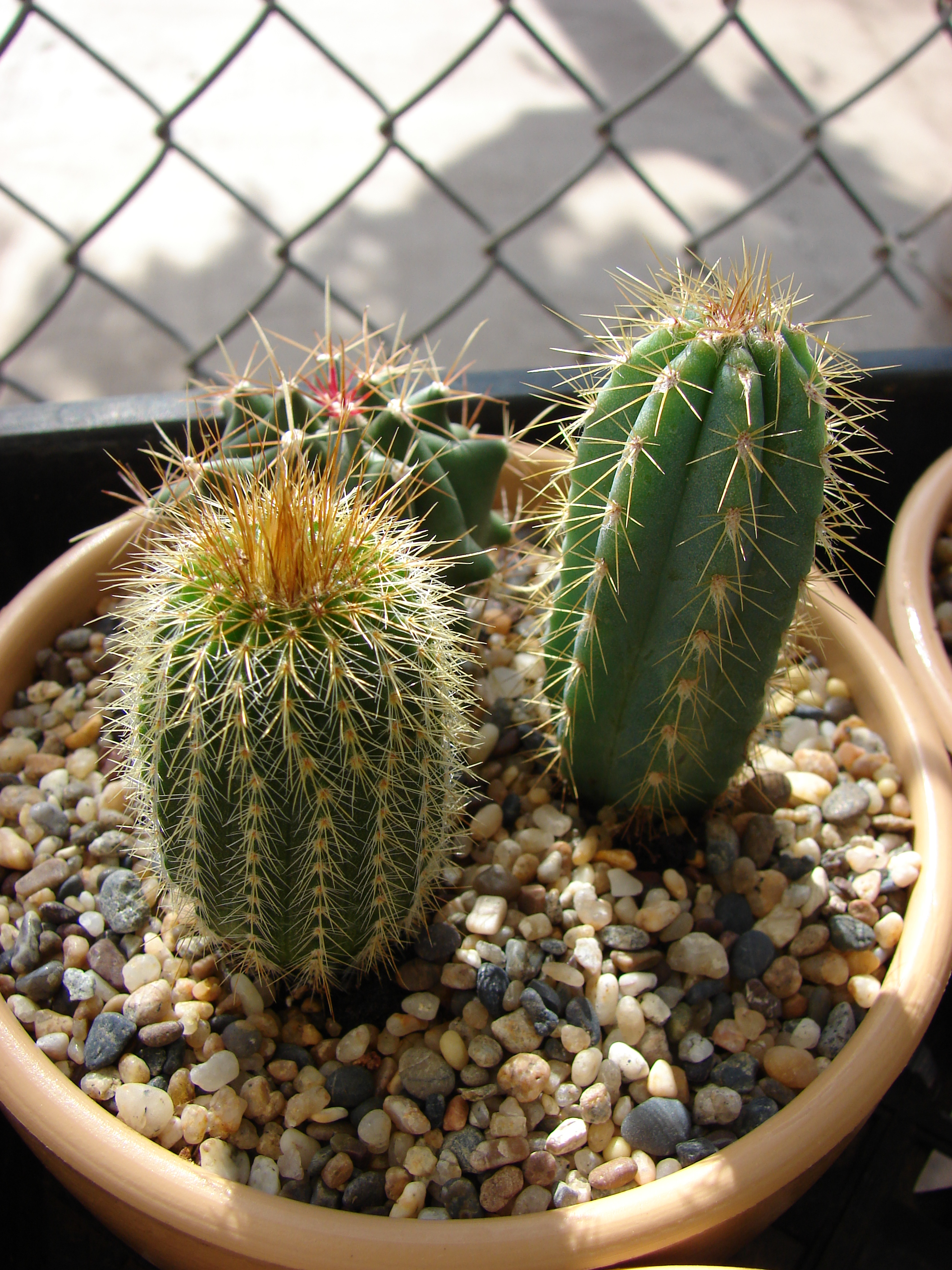
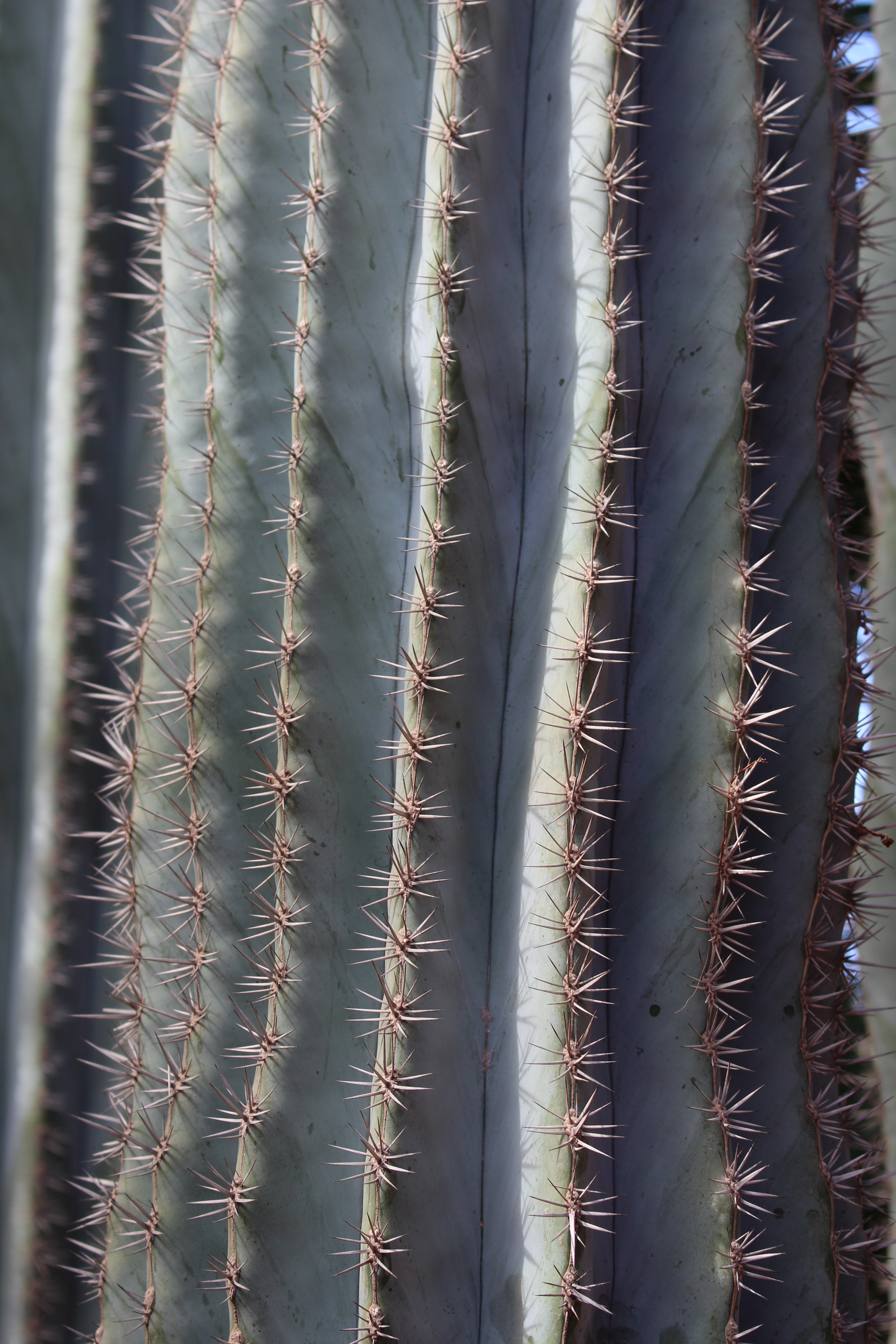

## Előfordulása
A Pilosocereus pachycladus előfordulási területe Dél-Amerikában van. Brazília egyik endemikus növényfaja. Ez a kaktusz Brazília legkeletibb részein található meg. A Kanári-szigetekre betelepítette az ember.

## Alfajai
- Pilosocereus pachycladus subsp. pachycladus F.Ritter
- Pilosocereus pachycladus subsp. pernambucoensis (F.Ritter) Zappi

## Megjelenése
Ez a kaktuszféle 2-7 méter magasra nő meg. Az oszlopszerű szárának az átmérője 5,5-11 centiméter.